# 1580
Cette page concerne l'année 1580  du calendrier julien. Pour l'année 1580 av. J.-C., voir 1580 av. J.-C.
L'année 1580 est une année bissextile qui commence un vendredi.

## Événements
- 28 février, Empire moghol : trois jésuites arrivent à Fatehpur-Sikri, personnellement invités par l’empereur Akbar[1]. C’est le début de la mission de Moghol.
- 22 mai, Japon : capitulation de Kōsa, abbé du temple Ikkō-ikki d'Ishiyama Hongan-ji, dernier grand monastère bouddhique d’Osaka, qui est incendié le 10 septembre[2]. Oda Nobunaga met un terme à la puissance militaire plusieurs fois séculaires des moines en rasant les monastères du mont Hiei et met en tutelle les religieux du Hongan-ji. Il devient le maître de tout le Japon du Centre.
- 11 juin : refondation de Buenos Aires par Juan de Garay[3] et les colons du Paraguay (adelantados, à la recherche de l’eldorado).
- 13 juin : bulle de fondation de l'université de Santo Tomás à Bogota, en Colombie[4].
- 26 juin : fondation de Chillán, au Chili[5].
- 26 septembre, Plymouth : l'explorateur anglais Francis Drake achève sa circumnavigation[6].

- 1er novembre : victoire portugaise sur les Angolais à Mocumba[7]. Début de la guerre entre Portugais et royaumes indigènes en Angola à la suite du massacre de 30 Portugais par le roi d'Angola (Ngola) en 1579[8](fin en 1625).
- Novembre : le corsaire anglais Oxenham et quatre de ses marins sont pendus à Lima. Ils sont condamnés aux galères à vie par l’Inquisition après avoir abjuré, mais leur peine est commué par les autorités civiles après l'incursion de Drake dans les Mers du Sud[9].

- Première pandémie de grippe connue. Partie d'Asie, elle se répand en Europe et en Amérique[10].
- Haïm Vital, disciple d’Itzhak Louria, se proclame Messie à Safed (Galilée)[11]. Il prêche à Jérusalem, au Caire, à Safed. Il est un des rares cabalistes du XVIe siècle à écrire un ouvrage d’explication, Ets Haïm, « L’Arbre de Vie ». il meurt à Damas en 1620 dans un demi-oubli.

### Europe
- 31 janvier : fin de la dynastie d'Aviz à la mort de Henri Ier de Portugal pendant les Cortes de Almeirim. Institution d'un conseil de régence[12].

- 15 mars : édit de proscription publié contre le prince d'Orange[13].
- 21 mars : trêve signée entre l'Espagne et l'Empire ottoman[14].
- 30 mars, guerre de Quatre-Vingts Ans : Groningue est livrée aux Espagnols[13].

- 1er avril : ordonnance politique des États de Hollande. Le mariage civil sans prêtre est autorisé en Hollande[15].
- 6 avril  : séisme dans le pas de Calais[16].

- 16 et 24 juin, Douvres : arrivée des jésuites Robert Persons et Edmond Campion en Angleterre. Le 17 juillet 1581, le père Campion est arrêté, torturé et exécuté à Tyburn le 1er décembre avec deux compagnons[17]. Persons repasse sur le continent pour y organiser la mission (fondant plusieurs collèges anglais).

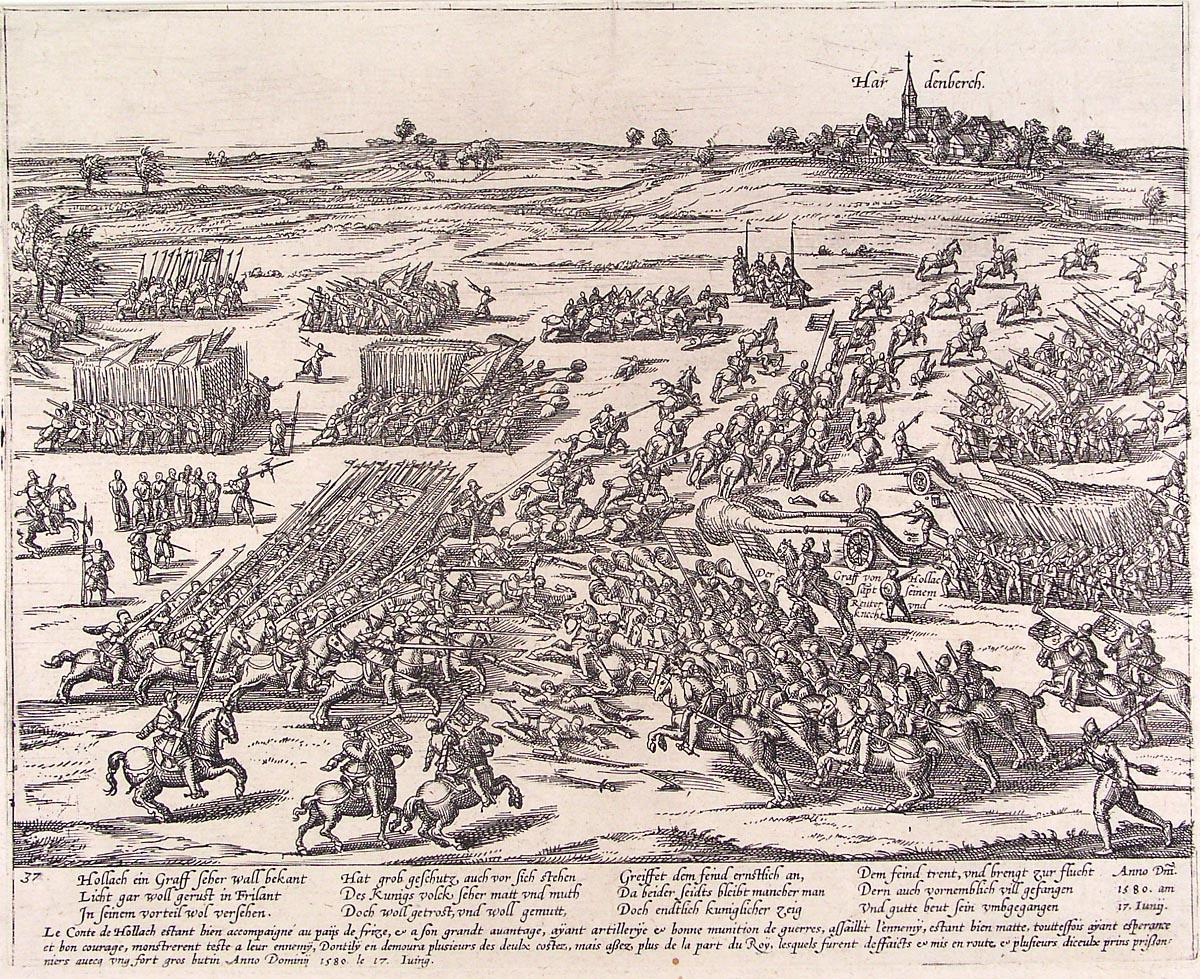
17 juin : bataille d'Hardenberg

- 17 juin : victoire des troupes envoyées par le prince de Parme pour débloquer Groningue sur les forces de l'Union d'Utrecht conduites par le comte de Hohenlohe à Hardenberg en Overijssel[13].
- 22 juin : le pape reconnaît la règle des carmes déchaux réformés par Jean de la Croix[18].
- 25 juin : publication à Dresde du Livre de Concorde de Jacob Andreae, qui dote l’Église évangélique des documents fondamentaux de son dogme[19].
- Juin : capitulations (traités de commerce) entre l'Angleterre et l'Empire ottoman[20].
- Juillet, Écosse : abolition de l’épiscopat par l’assemblée générale des presbytériens réunie à Dundee[21]. Elle obtient la reconnaissance des droits de l’Église comme supérieurs à ceux du roi.
- 24 juillet : Antoine, prieur de Crato est proclamé roi de Portugal à Santarém[12].

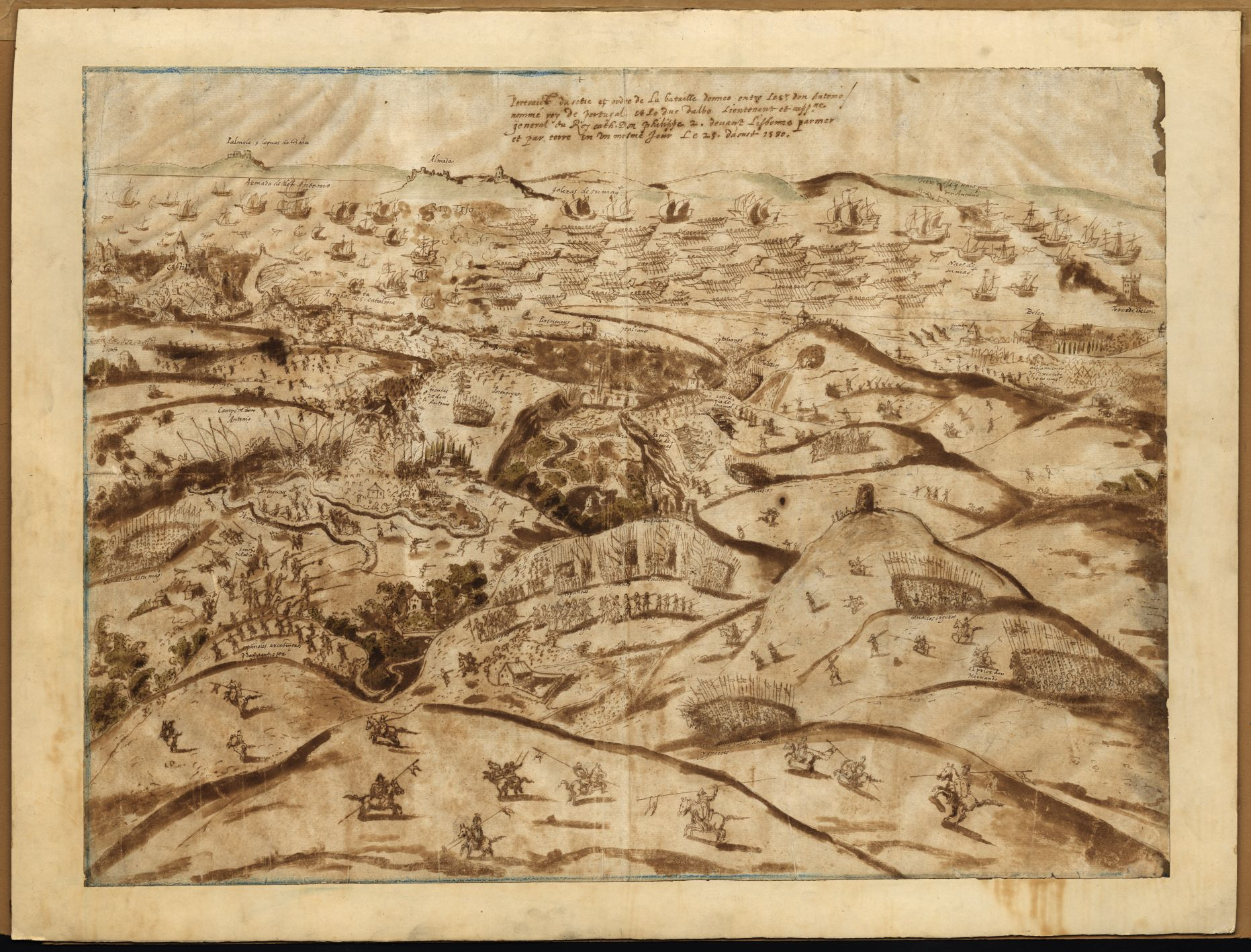
25 août : bataille d'Alcántara. Le Portugal est annexé par le duc d’Albe pour le compte de Philippe II d'Espagne malgré les prétentions de don Antonio, prieur de Crato, fils bâtard de l’infant Louis et de Violante Gomes (mort en 1595).

- 25 août : bataille d'Alcántara[12]. Le roi Philippe II d'Espagne hérite de la couronne du Portugal, et envahit le Portugal pour le réunir à l'Espagne. Cet événement marque jusqu'en 1640, une période d'union des deux royaumes.
- 30 août :
  - Charles Emmanuel Ier le Grand (1562-1630) devient duc de Savoie[22].
  - victoire des révoltés du Desmond sur l’armée anglaise à la bataille de Glenmalure en Irlande[23].
- 2 septembre : le duc d’Albe fait proclamer Philippe II d'Espagne roi de Portugal[24]. Philippe II entre à Lisbonne en décembre. Il y séjourne jusqu’en 1583.
- 5 septembre : victoire du roi de Pologne Étienne Báthory sur Ivan le Terrible. Prise de Velikié Louki[25].
- 26 novembre : paix du Fleix. Fin de la Septième guerre de religion en France[26].

- Robert Browne, ministre de l’Église anglicane, réunit ses disciples (brownistes) à Norwich[27]. Ils refusent toute communication avec l’Église anglicane tant qu’elle ne sera pas réformée. Ils se réfugient à Middelbourg en Zélande (1581), puis se dispersent après 1593.
- Épizootie meurtrière en Italie (mal del montone ou du castrone)[28].

## Naissances en 1580
- 20 janvier : Stefano Amadei, peintre baroque italien († 20 janvier 1644).
- 13 juin : Johann Faulhaber, mathématicien allemand († 10 septembre 1635).
- 13 juin : Willebrord Snell, physicien et mathématicien néerlandais († 30 octobre 1626).
- 9 juillet : Friedrich Brentel, graveur et peintre miniaturiste allemand († 1651).
- 29 juillet : Francesco Mochi, sculpteur italien († 6 février 1654).
- 14 septembre : Francisco de Quevedo y Villegas, écrivain espagnol († 8 septembre 1645).
- 15 septembre : Willem Jacobsz. Delff, peintre et graveur néerlandais († 11 avril 1638).
- ? septembre : Hendrik van Steenwijk II, peintre baroque flamand († 1649).
- 6 novembre : Helias Putschius, philologue allemand († 9 mars 1606).
- 15 décembre : Sir Heneage Finch, homme politique anglais († 5 décembre 1631).
- Date précise inconnue :
  - Simone Balli, peintre italien († ?).
  - Giovanni Domenico Cappellino, peintre italien de l'école génoise († 1651).
  - Peter Crüger, mathématicien, astronome et poète de langue allemande († 6 juin 1639).
  - Pèire Godolin (fr. Pierre Goudelin ), poète baroque occitan († 10 septembre 1649).
  - Diego Mexía Felípez de Guzmán, militaite et homme politique espagnol († 16 février 1655).
  - Frans Hals, peintre hollandais à Anvers († 26 août 1666).
  - Zacharias Janssen, inventeur hollandais du microscope[29].
  - Pierre Mainfray, auteur de théâtre et poète français († 1630).
- Vers 1580 :
  - Boëtius Adams Bolswert, graveur néerlandais († 25 mars 1633).
  - Denis Charpentier, seigneur de Saint-Mard, premier secrétaire du cardinal de Richelieu († 26 avril 1647).
  - Michael East, organiste et compositeur anglais († 1648).
  - Johannes Hieronymus Kapsberger, interprète virtuose et compositeur germano-italien pour le luth et le chitarrone († 17 janvier 1651).
  - Andries Stock, peintre, graveur et illustrateur néerlandais d'origine flamande († 1648).
  - Agostino Tassi, peintre italien du maniérisme tardif († 25 février 1644).

## Décès en 1580
- 18 janvier :
  - Archangelo de' Bianchi, cardinal italien (° 4 octobre 1516).
  - Antonio Scandello, maître de chapelle, instrumentiste, et compositeur italien (° 17 janvier 1517).
- 31 janvier : Henri Ier de Portugal, cardinal et roi de Portugal (° 31 janvier 1512).
- ? janvier : Gabrio Serbelloni, général Italien (° 1508).

- 2 février : Bessho Nagaharu, daimyo de l'époque Sengoku (° 1558).
- 4 février : Philippe-Louis Ier de Hanau-Münzenberg, comte de Hanau-Münzenberg (° 21 novembre 1553).

- 10 mars : Luís de Ataíde, 3e comte de Atouguia, marquis de Santarém, gouverneur et vice-roi des Indes portugaises (° 1517).

- 1er avril : Alonso Mudarra, vihueliste, guitariste et compositeur espagnol  (° vers 1510).
- 3 avril : Jérome Nadal, prêtre jésuite espagnol de la première génération des compagnons de Saint Ignace de Loyola (° 11 août 1507).
- 20 avril : Francesco Alciati, cardinal italien (° 2 février 1522).
- 24 avril : Philippine Welser, épouse morganatique de l'archiduc d'Autriche, Ferdinand de Tyrol (° 1527).
- 27 avril : Giovanni Battista della Cerva, peintre italien (° 1515).

- 10 juin : Luís de Camões, poète portugais, à Lisbonne (° vers 1525).
- 18 juin : Juliana de Stolberg, comtesse de Stolberg-Wernigerode (° 15 février 1506).
- 22 juin : Hernando de Acuña, poète espagnol (° 1518).

- 2 juillet ou 2 juillet 1585 : Ichijō Tadamasa, membre du clan Ichijō pendant l'époque Sengoku de l'histoire du Japon (° 1560).
- 28 juillet : Ashina Moriuji, daimyo de l'époque Sengoku (° 1521).

- 1er août : Everard Mercurian, Supérieur Général de la Compagnie de Jésus (° 1514).
- 5 août : Jacques du Fouilloux, gentilhomme du Poitou (° 1519).
- 7 août : Lala Mustafa Pacha,  général et homme d'État ottoman (° 1500).
- 19 août : Andrea di Pietro della Gondola, dit Palladio, architecte italien, à Vicence (° 30 novembre 1508).
- 29 août : François Grimaudet, jurisconsulte français (° 1520).
- 30 août : Emmanuel-Philibert de Savoie, duc de Savoie et prince de Piémont (° 8 juillet 1528).

- 15 septembre : Gerardus van Turnhout, compositeur de l'école franco-flamande et maître de chapelle à la cour du roi Philippe II d'Espagne (° 1520).
- 19 septembre : Catherine Willoughby de Eresby, aristocrate anglais de la cour des rois Henri VIII, Édouard VI et de la reine  Élisabeth Ire (° 22 mars 1519).
- 20 septembre : Honorat II de Savoie, maréchal et amiral de France issu de la maison de Savoie (° 4 juin 1511).

- 8 octobre : Hieronymus Wolf, historien et humaniste allemand (° 13 août 1516).
- 9 octobre : Emmanuel Tremellius, théologien hébraïsant réformé d'origine italienne (° 1510).
- 26 octobre : Anne d'Autriche, archiduchesse d'Autriche et reine d'Espagne (° 2 novembre 1549).

- 3 novembre : Jerónimo Zurita, historien et écrivain espagnol (° 4 décembre 1512).
- 6 novembre : Giovanni Ingrassia, médecin italien (° 1510).
- 7 novembre : Heinrich Knaust traducteur, poète et dramaturge allemand (° 30 août 1520)

- 15 novembre :  Claude Chifflet, jurisconsulte français (° 14 juillet 1541).
- 30 novembre : Richard Farrant, compositeur anglais (° vers 1525).

- 1er décembre : Giovanni Girolamo Morone, cardinal italien (° 25 janvier 1509).
- 23 décembre : Gérard de Groesbeek, prince-évêque de la principauté de Liège et cardinal-prêtre au consistoire (° 1517).
- 31 décembre : Bartolomé de Medina, théologien espagnol (° 1527)[30].

- Date précise inconnue :
  - John Bettes l'Ancien, peintre de portraits, miniaturiste et graveur britannique (° vers 1530, † en 1576 ou 1580).
  - Joachim de Coignac, ministre protestant (° 1520).
  - Guillaume de Pierrefleur, notaire, historien et écrivain suisse  (° 1510).
  - Inés de Suárez, femme d'action espagnole  qui a participé à la conquête du Chili et à la fondation de Santiago (° 1507).
  - Richard Leblanc, cuisinier et écrivain français (° 1510).
  - Ruy López, un des premiers grands joueurs d'échecs, prêtre espagnol, confesseur du roi Philippe II d'Espagne (° 1530).
  - Pierre Richer, pasteur protestant et calviniste français (° 1506).
  - André de Rivaudeau, poète et dramaturge francais (° vers 1540).
  - Pierre Séguier, avocat général au parlement de Paris, puis président à mortier au parlement de Paris (° 1504).
  - Nejime Shigenaga, samouraï des époques Sengoku et Azuchi-Momoya de l'histoire du Japon (° 1536).
  - Girolamo Siciolante da Sermoneta, peintre maniériste italien (° 1521).
  - Willem van den Broeck, sculpteur flamand (° 1530).

- Vers 1580 :
  - Antoinette d'Aubeterre, femme de la haute noblesse protestante française (° 1532).
  - Jehan Chardavoine, compositeur et arrangeur musical français (° 1538).
  - Fermo Guisoni, peintre maniériste italien (° vers 1510).